# Johann Christian Lehmann (Naturwissenschaftler)

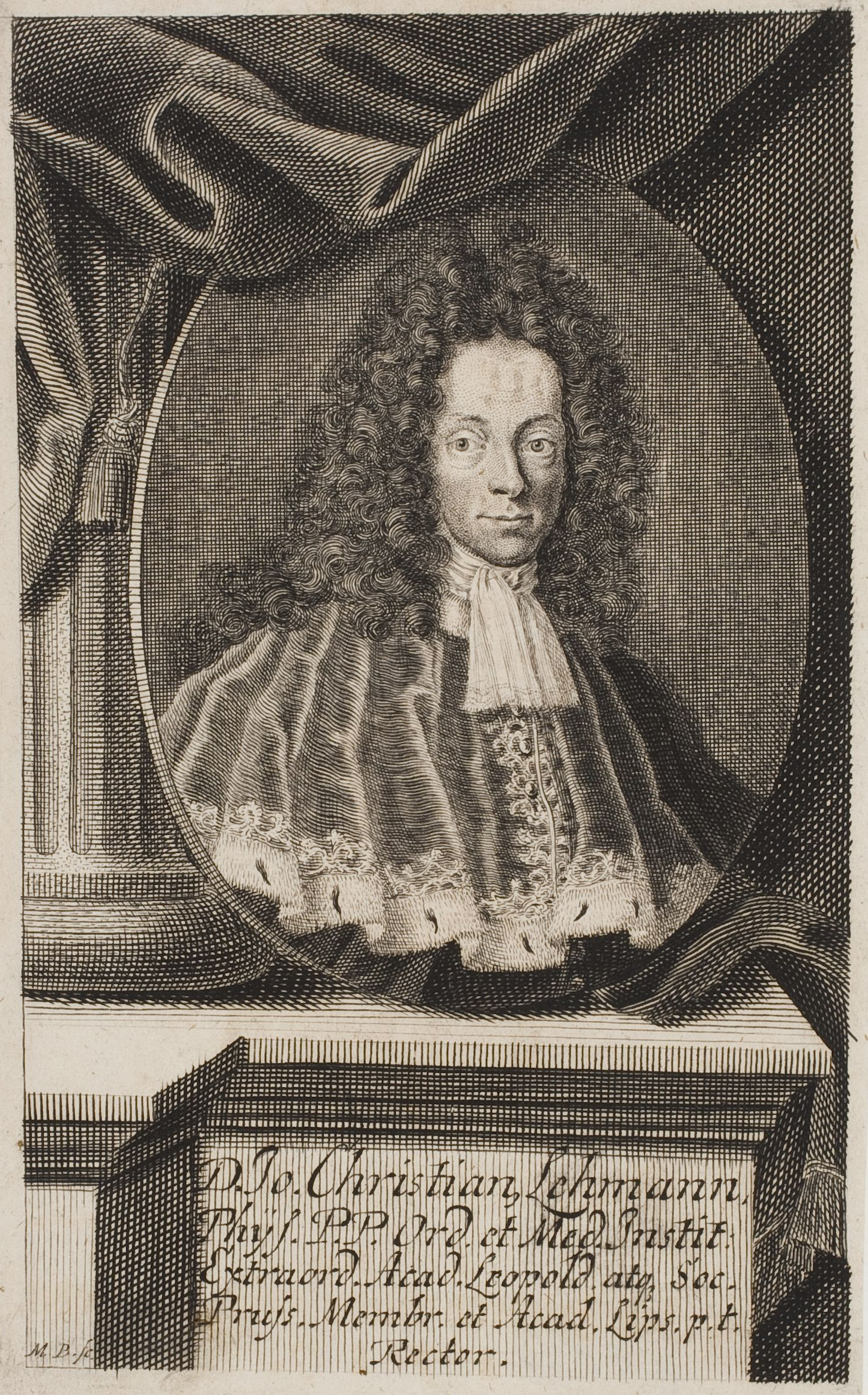
Johann Christian Lehmann

Johann Christian Lehmann (* 16. Juni 1675 in Budissin; † 19. Januar 1739 in Leipzig) war ein deutscher Naturwissenschaftler und Hochschullehrer.

## Leben
Lehmann studierte an der Universität Leipzig Medizin und Naturwissenschaften und wurde dort promoviert. Ebenfalls in Leipzig war er Professor der Physik und Medizin sowie mehrfach Rektor der Universität. Er erwarb sich Verdienste um die Verbesserung der sächsischen Salzwerke, insbesondere der Saline Altensalz.
1712 wurde er in der Sektion Physik Mitglied der Akademie Leopoldina; am 7. Juni 1713 wurde er auswärtiges Mitglied der Königlich-Preußischen Akademie der Wissenschaften.

## Werke
- Beweiß daß Ihr. Königl. Majestät der Königin von Pohlen und Chur-Fürstin zu Sachßen, Christianen Eberhardinen Brunnen, Der vor dem Jahr bey Reiboldts-Grün im Voigt-Lande erschürffet und probiret worden, Einer der gesundesten und heilsamsten sey, Weil er das zarteste VITRIOLUM MARTIS in sich hält, auch bereits vortreffliche Curen gethan, Was auch vor gute Bequemlichkeit vor die Bade-Gäste schon angeschaffet worden. Herausgegeben von D. Johann Christian Lehmann, Phys. P.P. Ord. & Med. Inst. Extr. Acad. Carolin. & Soc. Pruss. Membr., druckts Johann Andreas Zschau, Leipzig 1726 (Digitalisat).
- Beweiß daß Ihr. Königl. Majestät der Königin in Pohlen und Churfürstin zu Sachßen, Christianen Eberhardinen Brunnen, Der vor zwey Jahren bey Reiboldts-Grün im Voigt-Lande erschürffet und probiret worden Auch vom Julio 1726. über hundert vortreffliche und besondere Curen gethan, Wahrhafftig einer der gesundesten und heilsamsten Brunnen sey: Es wird auch dieser aufs neue fleißig besuchet, und ist weit mehr Bequemlichkeit denen Bade-Gästen aufgebaut und angeschaffet, druckts Johann Andreas Zschau, Leipzig 1727 (Digitalisat).